# Andres Herkel
Andres Herkel (né le 14 août 1962 à Tallinn) est un homme politique estonien. Il est diplômé de l'université de Tartu en psychologie et en histoire. En 2014, il fonde le Parti libre d'Estonie, un parti populiste, après avoir appartenu au Union de la patrie depuis 1994, grâce auquel il est élu au Parlement en 1999. Il a été président du groupe Pro Patria au Parlement de 2004 à 2007. Il est réélu consécutivement à chaque élection jusqu'en 2019, où son parti perd l'ensemble des sièges qu'il détenait depuis 2015.

## Récompenses et distinctions
- Officier de l'ordre de l'Étoile blanche d'Estonie (2005)
- Grand-croix de l'ordre de Léopold II (2006)
- Officier de l'ordre du Mérite (2009)
- Officier de l'ordre national du Mérite (2011)